# Гуарчино
Гуарчѝно (на италиански: Guarcino) е село и община в Централна Италия, провинция Фрозиноне, регион Лацио. Разположено е на 625 m надморска височина. Населението на общината е 1700 души (към 2010 г.).